# プロプリアノ
プロプリアノ（Propriano）は、フランス、コルス地方公共団体、コルス＝デュ＝シュド県のコミューン。コルシカ語ではプルピヤ（Prupià）である。

## 地理

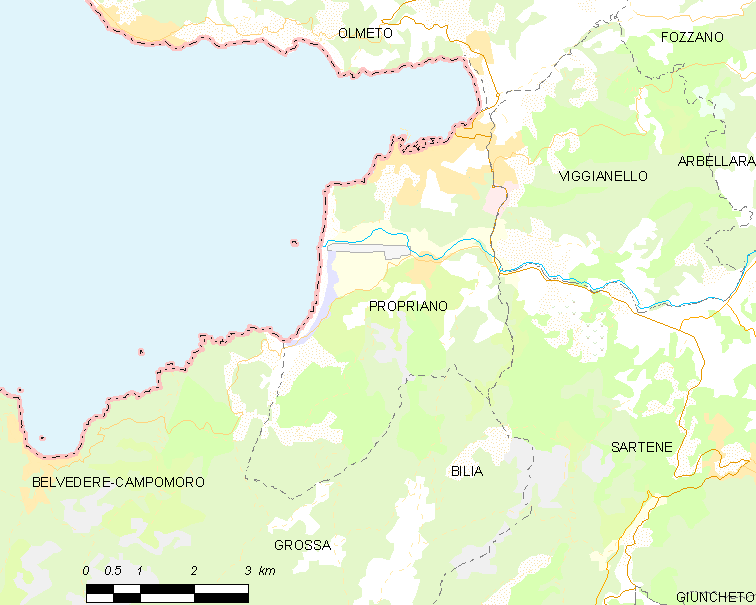
プロプリアノの位置

プロプリアノはコルス島の西岸、リザネーズ川の河口の北側にあり、プロプリアノ港はヴァリンコ湾の南側に位置している。

## 歴史
現在のコミューンがある土地は、古くは古代ギリシャ人による植民が行われ、その後ローマ帝国、ピサ共和国、トルコ人海賊がやってきて発展した。集落は幾たびか、島の外からの侵略、5世紀にはヴァンダル族、8世紀にはサラセン人海賊からの脅威に脅かされた。
プロプリアノで発掘された2つの古い教会の遺跡（古いほうは6世紀または7世紀からのもの）は、コルス島が伝道された際に最も古くにキリスト教化されたものである。古いほうの教会は建物の規模が大きく、司教が駐在していたとみなされている。この2つの教会の近くで、4世紀にネクロポリスがあったことが明らかになった。
プロプリアノは1873年に計画されたアジャクシオ-ボニファシオ間の道路建設によって19世紀に成長した。

## 人口統計
| 1962年 | 1968年 | 1975年 | 1982年 | 1990年 | 1999年 | 2006年 | 2011年 |
| ------ | ------ | ------ | ------ | ------ | ------ | ------ | ------ |
| 1530   | 1846   | 2950   | 3098   | 3217   | 3166   | 3232   | 3509   |

参照元:1999年までEHESS、2004年以降INSEE